# 강부근
강부근(姜富根, 1946년 11월 21일, 경상남도 통영군 ~ )은 대한민국의 제4대 경상남도 충무시의원이다.

## 학력
- 유영국민학교 졸업
- 통영중학교 졸업
- 통영고등학교 졸업
- 진주농과대학 수의과대학 수의학과 졸업

### 비학위 수료
- 경상대학교 경영행정대학원 최고관리자과정 수료

## 경력
- 육군중위 예편(ROTC, 6기)
- 경상남도 수의사회 부회장
- 유영초등학교 총동창회장
- 통영고등학교 총동창회 수석부회장
- 국립경상대학교 총동문회 부회장
- 1991.07 ~ 1993.05 제4대 경상남도 충무시의회 의원
- 통영축산업협동조합장
- 통영시 재향군인회 회장
- 기초자치발전연구소 소장
- 2003 경상남도 통영시장 후보

## 역대 선거 결과
| 선거명           | 직책명                             | 대수            | 정당     | 득표율   | 득표수   | 결과 | 당락                     |
| ---------------- | ---------------------------------- | --------------- | -------- | -------- | -------- | ---- | ------------------------ |
| 3·26 지방 선거   | 경상남도 충무시의원(태평동 선거구) | 4대             | 무소속   | 단독후보 | 무투표   | 1위  | 경상남도 통영시의원 당선 |
| 제1회 지방 선거  | 경상남도 통영시장                  | 28대 (민선 1기) | 무소속   | 14.44%   | 10,272표 | 3위  | 낙선                     |
| 제3회 지방 선거  | 경상남도 통영시장                  | 30대 (민선 3기) | 한나라당 | 42.52%   | 23,352표 | 2위  | 낙선                     |
| 10·30 재보궐선거 | 경상남도 통영시장                  | 31대 (민선 3기) | 한나라당 | 44.4%    | 17,786표 | 2위  | 낙선                     |
| 제4회 지방 선거  | 경상남도 통영시장                  | 32대 (민선 4기) | 무소속   | 14.37%   | 8,584표  | 3위  | 낙선                     |